# 75 TCN
Năm 75 TCN là một năm trong lịch Julius. 